# IndyCar Series
IndyCar Series, podle sponzora také známá jako NTT IndyCar Series, je závodní sérií amerických formulí. Šasí formulí je dodáváno výhradně společností Dallara, zúčastněné týmy si mohou vybrat mezi motory firem Honda a Chevrolet, pneumatiky obstarává společnost Firestone. Nejúspěšnějším jezdcem je Novozélanďan Scott Dixon, který sérii vyhrál celkem šestkrát, naposledy v roce 2020. Obhájcem titulu je Španěl Álex Palou.
Závody IndyCar se jezdí na třech typech tratí: standardních závodních okruzích, městských tratích a závodních oválech. Nejdůležitějším závodem ročníku je 500 mil Indianapolis.
Jediným Čechem, který se kdy v IndyCar představil, je Tomáš Enge, který se zúčastnil celkem 18 závodů v letech 2004–2006.

## Vítězové
| Ročník  | Šampion          | Tým                    |
| ------- | ---------------- | ---------------------- |
| 1996    | Scott Sharp      | A. J. Foyt Enterprises |
| 1996    | Buzz Calkins     | Bradley Motorsports    |
| 1996/97 | Tony Steward     | Team Menard            |
| 1998    | Kenny Bräck      | A. J. Foyt Enterprises |
| 1999    | Greg Ray         | Team Menard            |
| 2000    | Buddy Lazier     | Hemelgarn Racing       |
| 2001    | Sam Hornish Jr.  | Panther Racing         |
| 2002    | Sam Hornish Jr.  | Panther Racing         |
| 2003    | Scott Dixon      | Chip Ganassi Racing    |
| 2004    | Tony Kanaan      | Andretti Green Racing  |
| 2005    | Dan Wheldon      | Andretti Green Racing  |
| 2006    | Sam Hornish Jr.  | Penske Racing          |
| 2007    | Dario Franchitti | Andretti Green Racing  |
| 2008    | Scott Dixon      | Chip Ganassi Racing    |
| 2009    | Dario Franchitti | Chip Ganassi Racing    |
| 2010    | Dario Franchitti | Chip Ganassi Racing    |
| 2011    | Dario Franchitti | Chip Ganassi Racing    |
| 2012    | Ryan Hunter-Reay | Andretti Autosport     |
| 2013    | Scott Dixon      | Chip Ganassi Racing    |
| 2014    | Will Power       | Team Penske            |
| 2015    | Scott Dixon      | Chip Ganassi Racing    |
| 2016    | Simon Pagenaud   | Team Penske            |
| 2017    | Josef Newgarden  | Team Penske            |
| 2018    | Scott Dixon      | Chip Ganassi Racing    |
| 2019    | Josef Newgarden  | Team Penske            |
| 2020    | Scott Dixon      | Chip Ganassi Racing    |
| 2021    | Álex Palou       | Chip Ganassi Racing    |
| 2022    | Will Power       | Team Penske            |
| 2023    | Álex Palou       | Chip Ganassi Racing    |